# Помикув (Пйотрковський повіт)
Помикув (пол. Pomyków) — село в Польщі, у гміні Мощениця Пйотрковського повіту Лодзинського воєводства.
Населення — 178 осіб (2011).
У 1975-1998 роках село належало до Пйотрковського воєводства.

## Демографія
Демографічна структура станом на 31 березня 2011 року:
|          | Загалом | Допрацездатний вік | Працездатний вік | Постпрацездатний вік |
| -------- | ------- | ------------------ | ---------------- | -------------------- |
| Чоловіки | 87      | 15                 | 66               | 6                    |
| Жінки    | 91      | 20                 | 47               | 24                   |
| Разом    | 178     | 35                 | 113              | 30                   |